# St. Sebastian (Arnsberg)
Koordinaten: 48° 55′ 36,5″ N, 11° 22′ 38,7″ O
Die Kirche St. Sebastian in Arnsberg bei Kipfenberg ist eine Filialkirche der Gungoldinger Pfarrei.

## Beschreibung
Die Vorgängerkirche in Arnsberg wurde im Dreißigjährigen Krieg niedergebrannt. 1770 wurde die Kirche nach Plänen von Maurizio Pedetti im Stil des Hochbarock neu aufgebaut. Nach dem Krieg herrschte unter der Bevölkerung die Pest, daher wurde die Kirche dem Schutzheiligen gegen die Pest, St. Sebastian, geweiht. Zu dieser Zeit begann auch die Wallfahrt nach Arnsberg. Noch heute gibt es eine jährliche Wallfahrt von Hirnstetten und von Kösching. In der Denkmalliste hat sie die Kennung D-1-76-138-45 und wird dort wie folgt beschrieben:
Katholische Filialkirche St. Sebastian, Saalbau mit wenig eingezogenem Chor und Walmdach, nach Plänen von Maurizio Pedetti, 1770, Turmaufbau auf spätgotischem Kern (1459?); mit Ausstattung.

## Innenraum
Auf dem Hochaltar hängt ein Bild des heiligen Sebastian, das zwischen 1850 und 1860 von J. Stegmiller gemalt wurde. Die Hochaltar um das Jahr 1800 ist klassizistisch.
Die Seitenaltäre aus dem frühen Rokoko kommen aus der profanierten Notre Dame Kirche in Eichstätt und sind seit 1811 in Arnsberg. Geschaffen wurden sie von Ehrgott Bernhard Bendl und von Johann Georg Bergmüller.

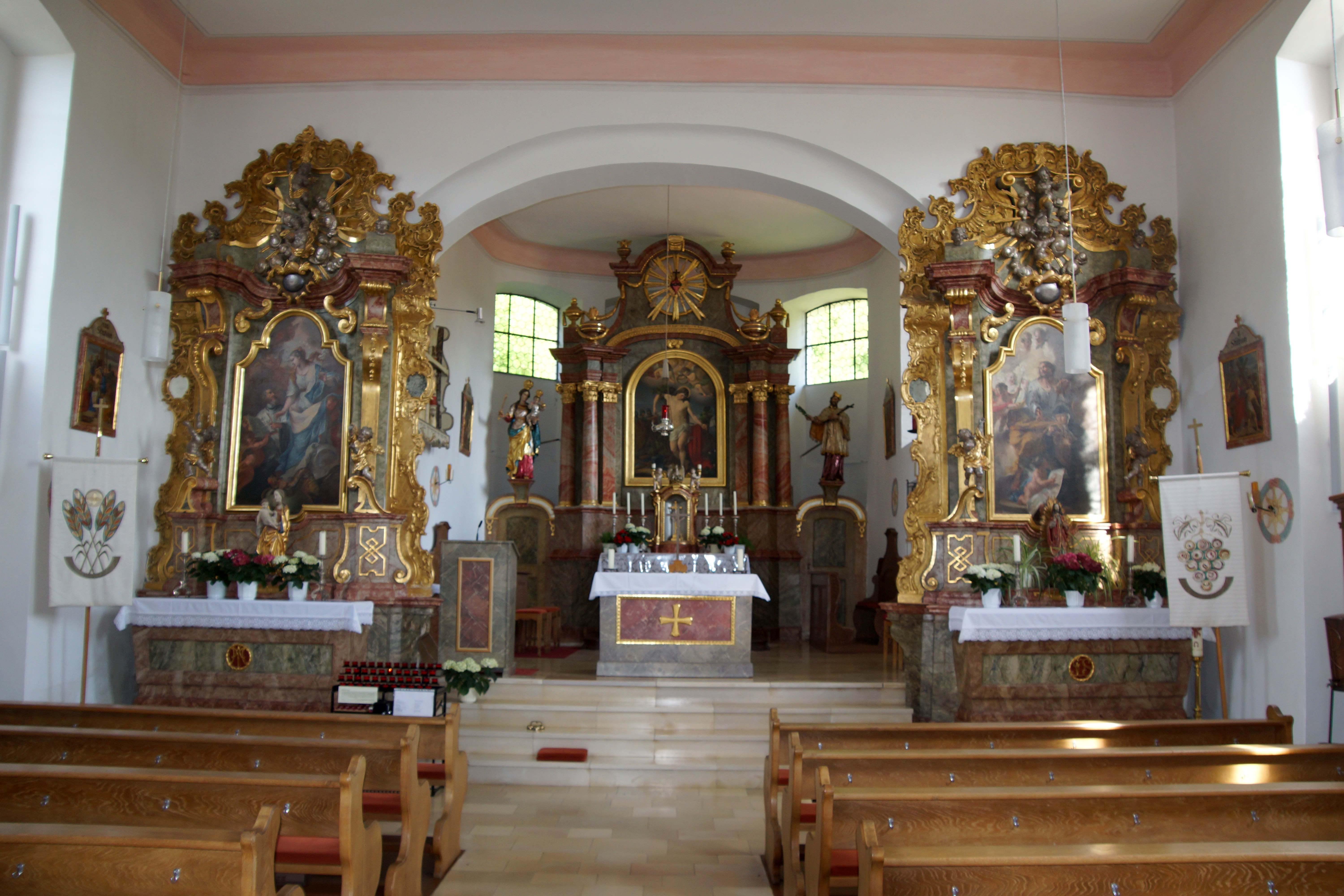
Kircheninneres

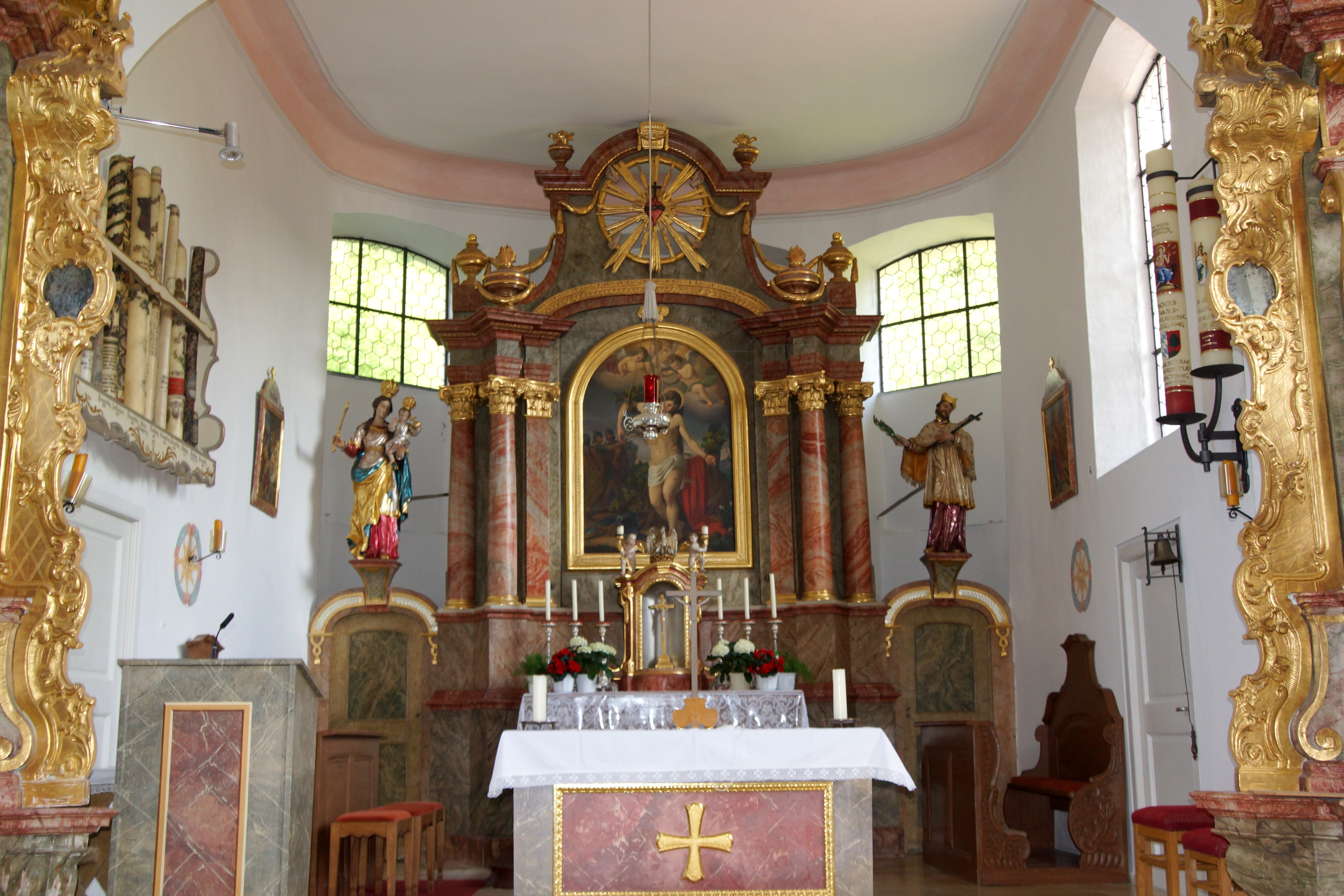
Altarraum
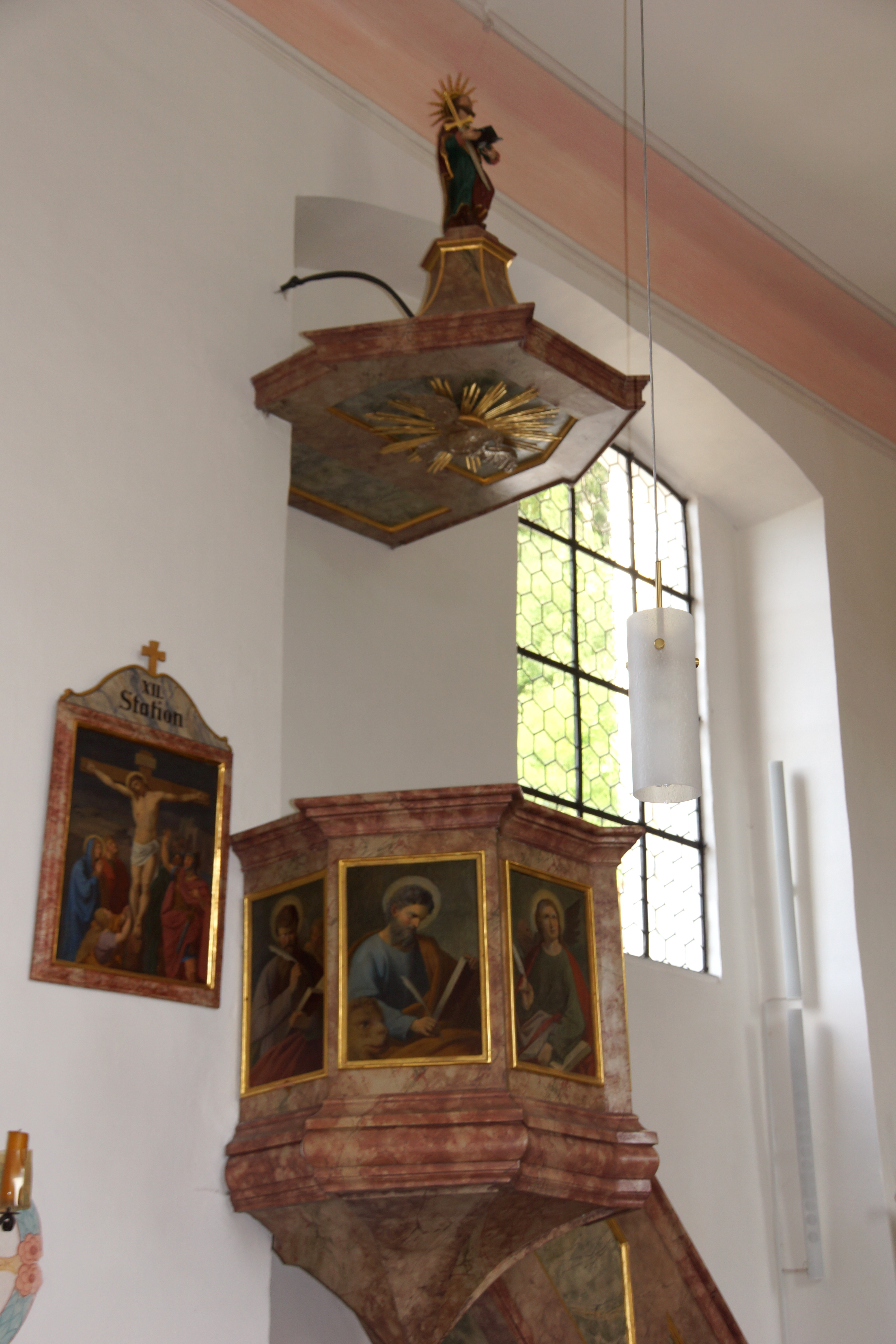
Kanzel
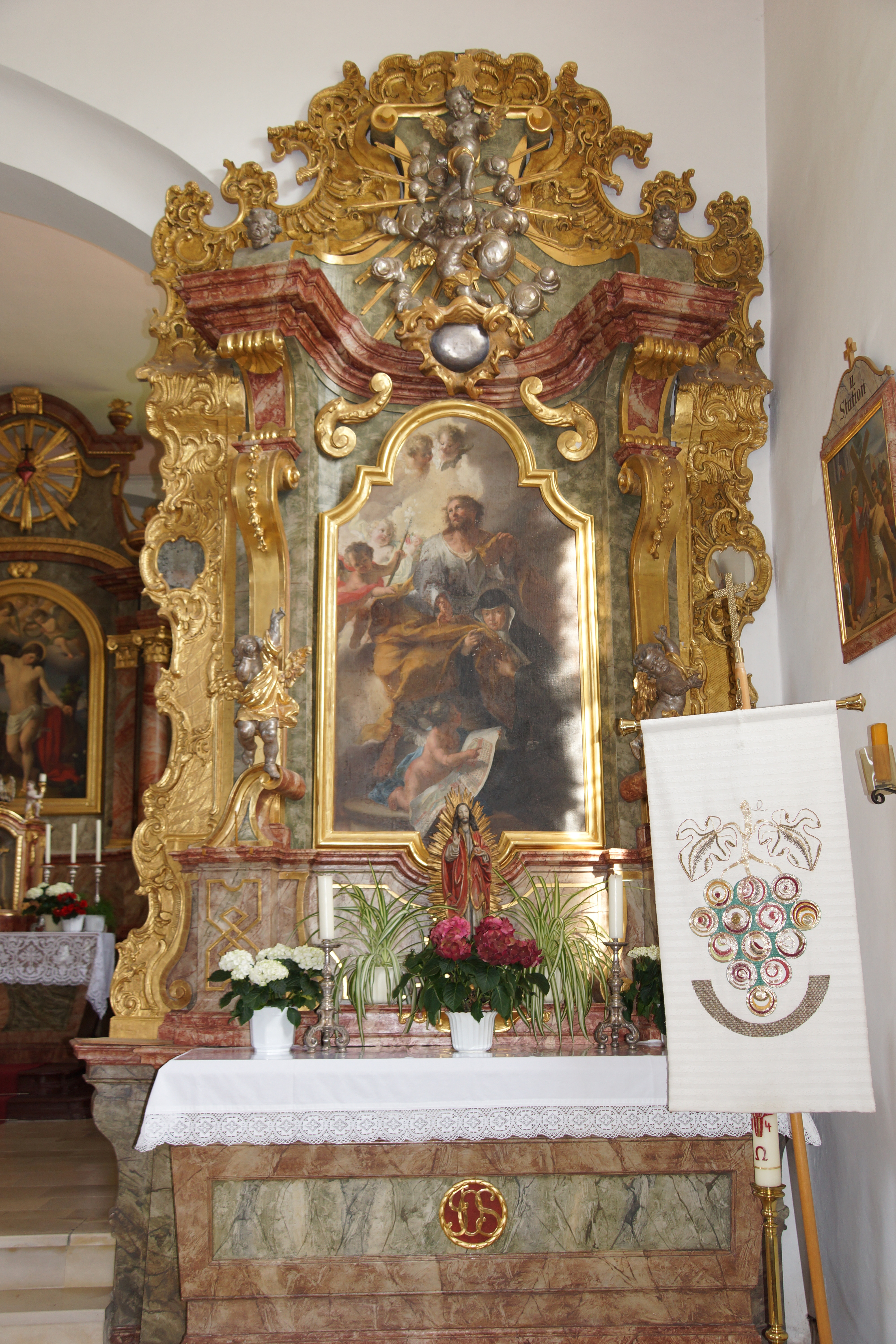
Seitenaltar